# Longing ~중단된 melody~
《Longing 〜중단된 melody〜》(Longing 〜跡切れたmelody〜)는 엑스 재팬의 11번째 싱글이다. 
〈Rusty Nail〉로부터, 약 1년 만에 발매된 싱글이다. 두 작품 연속으로 오리콘 싱글 차트 1위를 획득했다. 1994년 12월 30일, 31일에 행해진 도쿄 돔 콘서트 〈靑の夜(파란 밤)〉, 〈白の夜(하얀 밤)〉에서, 이 곡의 데모 테이프가 무료 배포되었다. 데모 테이프에 수록되어 있는 버전의 가사는 내용이 다르다. 현악기 중심으로 오케스트라화 한 것이, 〈Longing 〜절망의 밤〜(Longing 〜切望の夜〜)〉으로 발매되었다.

## 수록곡
1. Longing 〜중단된 melody〜(Longing 〜跡切れたmelody〜) (요시키 작사·곡)
2. Longing 〜중단된 melody〜(Longing 〜跡切れたmelody〜)(Original karaoke)(요시키 작곡)